# Dysstroma melaina
Dysstroma melaina är en fjärilsart som beskrevs av Müller 1921. Dysstroma melaina ingår i släktet Dysstroma och familjen mätare. Inga underarter finns listade i Catalogue of Life.